# Karpenisiótis Potamós
Karpenisiótis Potamós är ett vattendrag i Grekland. Det ligger i den centrala delen av landet, 200 km nordväst om huvudstaden Aten.